# Невачка
Невачка је насељено мјесто у општини Хан Пијесак, Република Српска, БиХ. Према попису становништва из 2013. у насељу је живјело 107 становника.

## Историја
У селу се налазе православне некрополе стећака. У засепку Хадровине сачувана два стећака у облику саркофага и сандука.; у засеоку Луке се налазе сачувана 34 стећака у облику саркофага, плоча и сандука.; у Подгробљу се налазе сачувана 31 стећак у облику плоча, саркофага и сандука; у мјесту званом Покојница се налазе сачувана 4 стећака у облику сандука.

## Становништво
| Демографија | Демографија | Демографија |
| Година      | Становника  | Становника  |
| ----------- | ----------- | ----------- |
| 1948.       | 214         |             |
| 1953.       | 341         |             |
| 1961.       | 486         |             |
| 1971.       | 502         |             |
| 1981.       | 421         |             |
| 1991.       | 334         |             |
| 2013.       | 107         |             |